# Turning Torso
HSB Turning Torso est un gratte-ciel situé à Malmö en Suède, au bord du détroit de l'Øresund et juste en face de Copenhague, la capitale du Danemark. Il a été conçu par Santiago Calatrava Valls et a été inauguré le 27 août 2005. C'est la plus haute tour de Scandinavie. Elle fait partie d'une nouvelle zone résidentielle développée sur une zone portuaire qui s'étendait autrefois sur tout l'ouest de la ville. C'est le premier gratte-ciel de l'histoire à avoir une forme torsadée.

## Description
La tour mesure 190 mètres de haut et comporte 54 étages. Elle a été dessinée d'après une sculpture du même architecte appelée Twisting Torso. Elle est composée de neuf cubes de 5 étages chacun, qui tournent sur eux-mêmes en s'élevant ; ainsi le segment le plus haut est décalé de 90 degrés dans le sens des aiguilles d'une montre par rapport au sol. Chaque étage consiste en une section rectangulaire autour du « cœur » central, et une section triangulaire partiellement supportée par un treillis extérieur en métal. Les deux cubes les plus bas sont destinés à être des bureaux, dans les suivants sont prévus des appartements, environ 150 au total.
C'est Johnny Örbäck, directeur de la branche de Malmö de la société immobilière HSB, qui a pris contact avec Santiago Calatrava Valls après avoir vu la sculpture en 1999, pour lui demander de concevoir un gratte-ciel sur le même principe. La construction a débuté durant l'été 2001.
Une des raisons de la construction de la Turning Torso est la volonté de rétablir un profil reconnaissable pour Malmö, depuis la vente en 2002 du Kockumskranen (« La grue de Kockum »), un énorme pont roulant qui était situé non loin de l'emplacement actuel de la tour. Les élus locaux ont jugé important pour les habitants d'avoir un symbole pour Malmö, la grue Kockumskranen qui était utilisée pour des chantiers navals symbolisait en quelque sorte le passé ouvrier de la ville. La Turning Torso peut être vue comme le monument d'une Malmö nouvelle et plus internationale.
La Turning Torso a remporté à Cannes en 2005 le prix MIPIM du meilleur bâtiment résidentiel, devant No.1 West India Quay à Londres et Espirito Santo Plaza à Miami. Elle a reçu également l'Emporis Skyscraper Award 2005 récompensant le gratte-ciel le plus remarquable de l'année 2005.
La Chicago Spire, également conçue par l'architecte Santiago Calatrava Valls mais abandonnée en raison de la crise économique en 2010, devait reprendre le même principe de conception, mais pour un immeuble trois fois plus haut.

## Galerie de photos

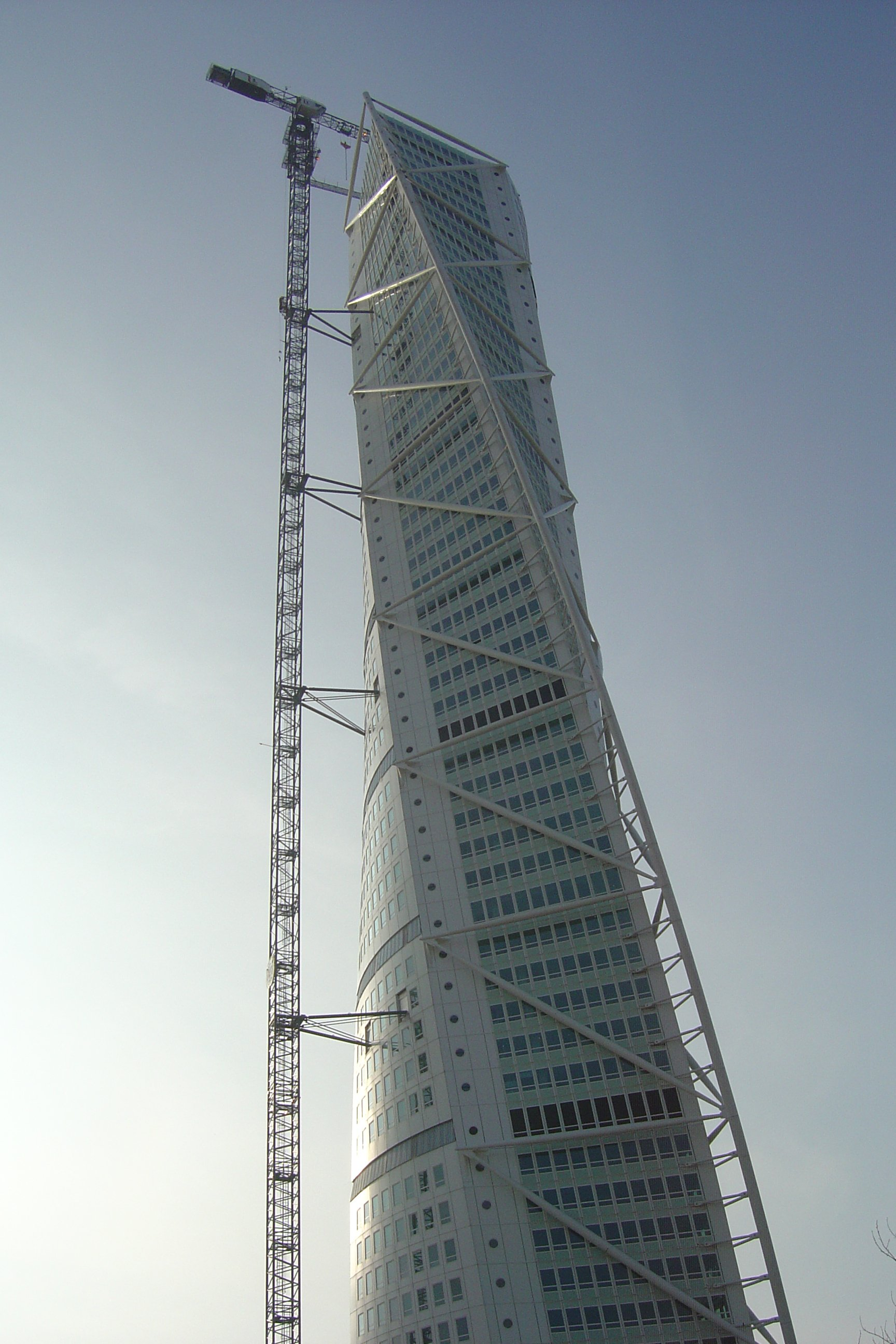
Turning Torso en mars 2005.
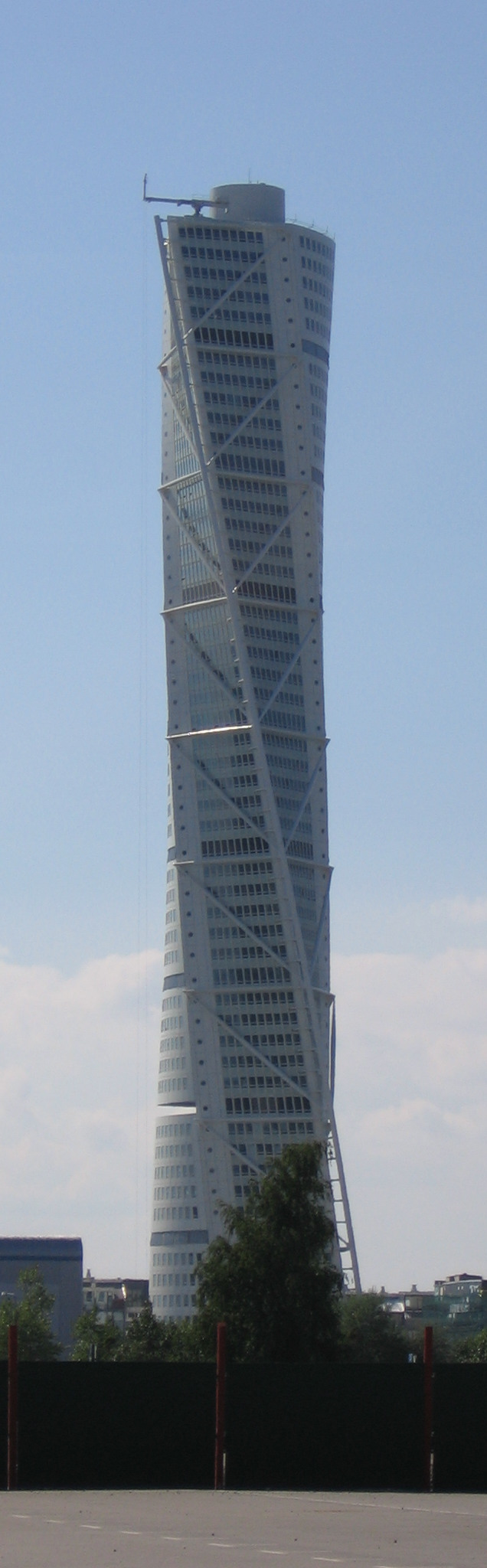
Turning Torso en août 2005.
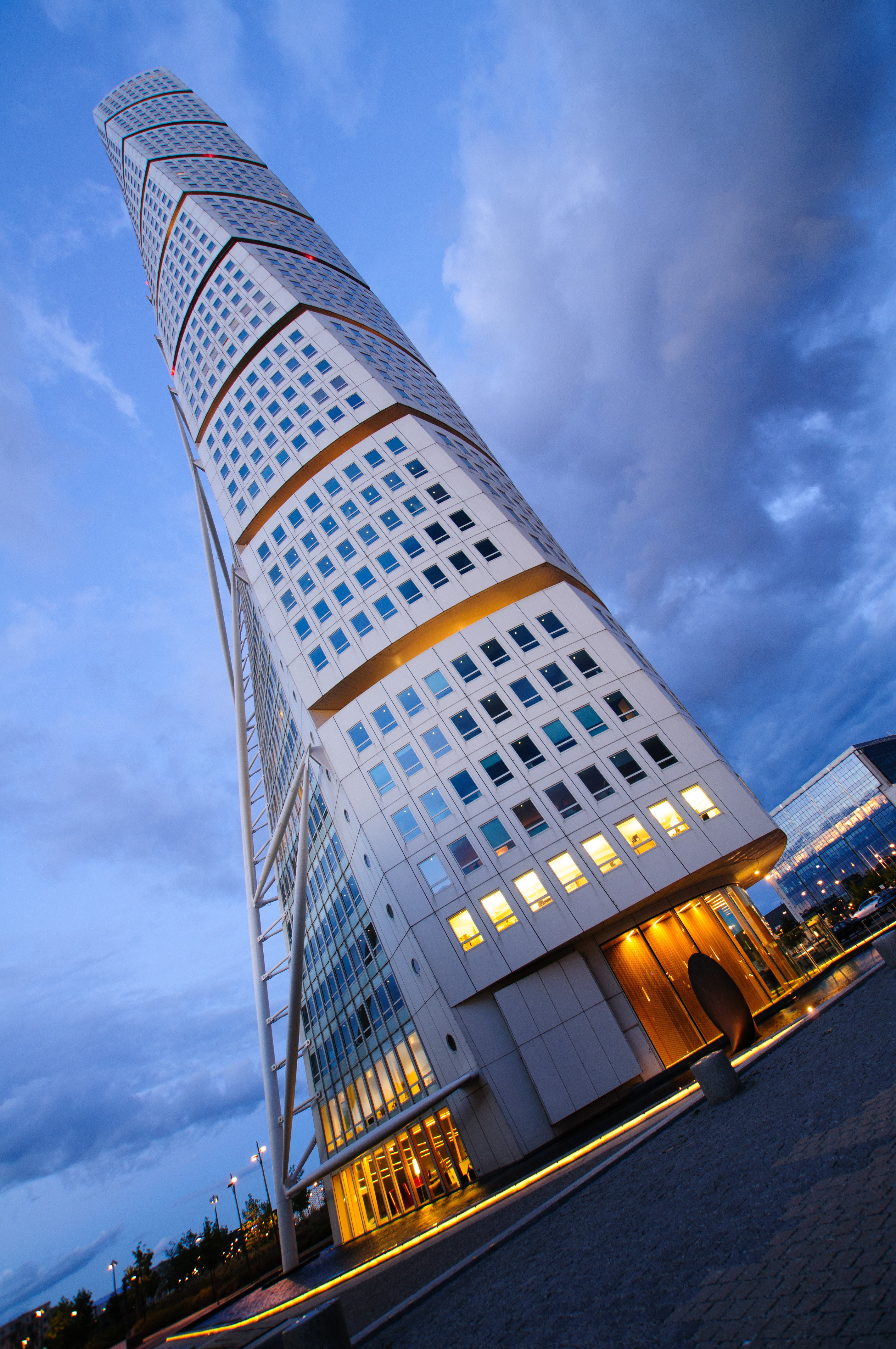
Turning Torso en juin 2012.